# Diego Contento
Diego Armando Valentin Contento (* 1. Mai 1990 in München) ist ein italienisch-deutscher Fußballspieler. Er spielte ab dem Alter von vier Jahren beim FC Bayern München, ehe er 2014 für vier Jahre zum französischen Erstligisten Girondins Bordeaux wechselte. Nach zwei Jahren bei Fortuna Düsseldorf stand er zuletzt bis 2021 beim SV Sandhausen unter Vertrag. Seitdem spielt er nur noch im Amateurbereich.

## Karriere

### Vereine

#### FC Bayern München
Contento begann 1995 im Alter von vier Jahren in der Jugendabteilung des FC Bayern München mit dem Fußballspielen, nachdem ihn ein Jugendtrainer des FC Bayern beim Fußballspielen mit seinen Brüdern beobachtet hatte. Da es zu dieser Zeit noch keine G-Jugend gab, spielte er die ersten drei Jahre in der F-Jugend.
Er rückte im Dezember 2008 in die zweite Mannschaft auf. Bei seinem Debüt in der neu geschaffenen 3. Liga erzielte er am 16. Dezember 2008 beim 2:0-Sieg im Auswärtsspiel gegen Kickers Emden mit dem Treffer zum 1:0 in der 16. Minute sein erstes Tor im bezahlten Fußball. Es schlossen sich elf weitere Einsätze an, in denen er ein weiteres Tor erzielte. Auch in der Folgesaison 2009/10 wurde er regelmäßig eingesetzt.

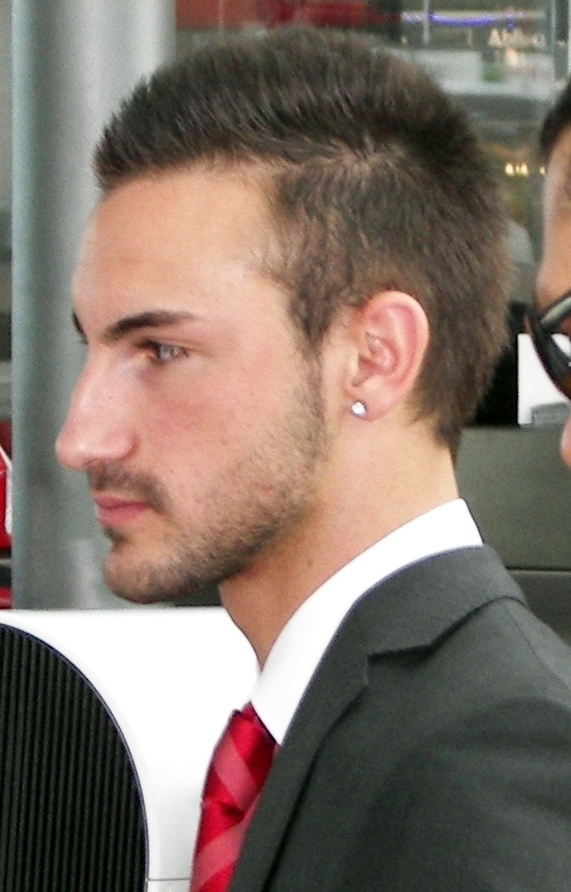
Contento beim FC Bayern (2010)

Am 13. Januar 2010 erhielt Contento einen bis 30. Juni 2011 datierten Profivertrag beim FC Bayern München und trainierte mit der Bundesligamannschaft unter Louis van Gaal. Im Champions-League-Finale 2012 stand er in der Startelf und absolvierte die vollen 120 Minuten. In der Saison 2012/13 trug er mit fünf Bundesligaspielen, zwei Spielen im DFB-Pokal und einem Spiel in der Champions League zum Gewinn des Triples und in der Saison 2013/14 mit zehn Bundesligaspielen, einem Champions-League-Spiel und zwei Spielen im DFB-Pokal zum zehnten Double bei.

#### Girondins Bordeaux
Da er beim FC Bayern nur sporadisch zum Einsatz kam, wechselte er noch vor Ablauf seines bis 30. Juni 2016 laufenden Vertrags zur Saison 2014/15 in die französische Ligue 1 zum vom ehemaligen Profi des FC Bayern Willy Sagnol trainierten Klub Girondins Bordeaux. Er unterschrieb einen bis zum 30. Juni 2018 laufenden Vertrag; 50 % der Transferrechte an Contento verblieben jedoch zunächst beim FC Bayern München. Am 17. August 2014 (2. Spieltag) debütierte Contento in der Startaufstellung beim 4:1-Sieg im Heimspiel gegen die AS Monaco. Sein erstes Punktspieltor erzielte er am 22. November 2015 beim 2:2 im Auswärtsspiel gegen Stade Rennes mit dem Treffer zum Endstand in der 78. Minute.

#### Fortuna Düsseldorf
Zur Saison 2018/19 wechselte Contento ablösefrei zum Bundesliga-Aufsteiger Fortuna Düsseldorf. Am 19. August 2018 gab er beim 5:0-Sieg im DFB-Pokal bei TuS Rot-Weiß Koblenz sein Pflichtspieldebüt für Düsseldorf. Anfang September 2018 – bei einem Testspiel gegen den KFC Uerdingen – zog sich der Verteidiger einen Kreuzbandriss im linken Knie zu und verpasste die restliche Saison, die Düsseldorf als Zehnter beendete. Auch nach seiner Rückkehr konnte er sich aufgrund kleinerer Verletzungen nicht mehr an die Mannschaft der Cheftrainer Funkel und Rösler heranarbeiten. Er spielte lediglich einmal für die Regionalligamannschaft von Fortuna. Sein auslaufender Vertrag wurde nicht verlängert und endete im Juni 2020.

#### SV Sandhausen und Ende der Profilaufbahn
Zur Saison 2020/21 wechselte Contento zum SV Sandhausen. Dort stand er am 13. September 2020 beim DFB-Pokal Sieg gegen den TSV Steinbach in der Startelf und debütierte am 19. September 2020 in der 2. Bundesliga beim 3:2-Sieg gegen Darmstadt 98, wobei er das 1:1 vorbereitete. Nach einem Jahr verließ er Sandhausen wieder.
Nach einer vereinslosen Zeit beendete er im März 2023 seine Laufbahn als Profi.
Anschließend schloss er sich dem FC Aschheim, bei dem auch seine beiden Brüder spielen und sein Vater Trainer ist, als Spieler und Torwarttrainer an.

### Nationalmannschaft
Contento debütierte am 9. Oktober 2009 für die U-20-Nationalmannschaft in Solothurn im Spiel gegen die Auswahl der Schweiz, das mit 2:3 verloren wurde. Für die EM-Qualifikationsspiele der U-21-Nationalmannschaft gegen die Auswahlen Tschechiens und Nordirlands Anfang September 2010 wurde er von Trainer Rainer Adrion erstmals in den Kader berufen, musste jedoch verletzungsbedingt absagen.
Contento, der auch die italienische Staatsbürgerschaft besitzt, äußerte 2010 in einem Interview, dass es sein Ziel sei, eines Tages für die italienische Nationalmannschaft zu spielen.

## Erfolge
- FIFA-Klub-Weltmeister: 2013
- Champions-League-Sieger: 2013
  - Champions-League-Finalist (2): 2010, 2012
- UEFA-Super-Cup-Sieger: 2013
- Deutscher Meister (3): 2010, 2013, 2014
- DFB-Pokal-Sieger (3): 2010, 2013, 2014
- DFL-Supercup-Sieger: 2010
- Deutscher B-Juniorenmeister: 2007

## Sonstiges
Contentos italienische Eltern stammen aus der  Metropolitanstadt Neapel – der Vater kommt aus Casalnuovo di Napoli, die Mutter aus Caivano – und ließen sich in München nieder. Dort wurde Diego Armando Contento 1990 als drittes von vier Kindern geboren. Seine Eltern gaben ihm seinen Vornamen in Anlehnung an den argentinischen Fußballer Diego Armando Maradona, der bei ihrem Lieblingsverein SSC Neapel spielte.
Diegos ältere Brüder Vincenzo „Enzo“ (* 1983) und Domenico (* 1985) spielten ebenfalls beim FC Bayern München. Enzo wurde 2001 Deutscher A- und Domenico im selben Jahr Deutscher B-Juniorenmeister. Enzo, Domenico, Vater Pasquale und Freunde gründeten 2004 den Verein FC Azzurri München, bei dem auch zwei Cousins von Contento spielten. Seit der Saison 2012/13 wurde der Spielbetrieb eingestellt. Bereits in den beiden Jahren zuvor wurde die Mannschaft jeweils während der Saison vom laufenden Spielbetrieb zurückgezogen.
Contento ist verheiratet und hat zwei Töchter.
Contento spielt 2024  in der von Mats Hummels und Lukas Podolski gegründeten Freizeitliga "Baller League" für die Mannschaft Las Ligas Ladies. Teammanager sind Jule Brand und Selina Cerci.